# أنطون رودجرز
أنطون رودجرز (بالإنجليزية: Anton Rodgers)‏ هو لاعب كرة قدم بريطاني في مركز الوسط، ولد في 26 يناير 1993 في ريدنغ في المملكة المتحدة. شارك مع منتخب جمهورية أيرلندا تحت 20 سنة لكرة القدم. أما مع النوادي، فقد لعب مع أولدهام أثلتيك وبرايتون أند هوف ألبيون وسويندون تاون ونادي إكزتر سيتي ونادي ريدنغ.

## وصلات خارجية
- أنطون رودجرز على موقع قاعدة بيانات كرة القدم.إي يو (الإنجليزية)
- أنطون رودجرز على موقع Soccerway.com (الإنجليزية)